# Michio Ichino
Michio Ichino (1934) es un expiloto de motociclismo japonés, que disputó el Campeonato del Mundo de Motociclismo entre 1960 hasta 1965.

## Resultados

### Campeonato del Mundo de Motociclismo
Sistema de puntuación desde 1950 hasta 1968:
| Posición | 1 | 2 | 3 | 4 | 5 | 6 |
| Puntos   | 8 | 6 | 4 | 3 | 2 | 1 |

(Carreras en negrita indica pole position; carreras en cursiva indica vuelta rápida)
| Año  | Cat.  | Moto    | 1       | 2       | 3     | 4       | 5       | 6       | 7       | 8     | 9     | 10    | 11    | 12    | Pts. | Pos. |
| ---- | ----- | ------- | ------- | ------- | ----- | ------- | ------- | ------- | ------- | ----- | ----- | ----- | ----- | ----- | ---- | ---- |
| 1960 | 125cc | Colleda |         | IOM 16  | NED - | BEL -   |         | ULS -   | NAT -   |       |       |       |       |       | 0    | -    |
| 1961 | 125cc | Suzuki  | ESP -   | GER -   | FRA - | IOM Ret | NED 14  | BEL 14  | RDA -   | ULS - | NAT - | SWE - | ARG - |       | 0    | -    |
| 1961 | 250cc | Suzuki  | ESP -   | GER -   | FRA - | IOM 12  | NED -   | BEL -   | RDA -   | ULS - | NAT - | SWE - | ARG - |       | 0    | -    |
| 1962 | 50cc  | Suzuki  | ESP 7   | FRA Ret | IOM 6 | NED 8   | BEL 7   | GER 6   |         | RDA - | NAT - | FIN - | ARG - |       | 2    | 14.º |
| 1962 | 125cc | Suzuki  | ESP -   | FRA -   | IOM - | NED Ret | BEL -   | GER -   | ULS -   | RDA - | NAT - | FIN - | ARG - |       | 0    | -    |
| 1963 | 50cc  | Suzuki  | ESP Ret | GER 6   | FRA 3 | IOM 5   | NED 3   | BEL 8   |         |       | FIN - |       | ARG - | JPN 4 | 14   | 6.º  |
| 1965 | 50cc  | Suzuki  | USA 3   | ALE -   | ESP - | FRA -   | IOM Ret | NED Ret | BEL Ret |       |       |       |       | JAP 5 | 6    | 6.º  |
| 1965 | 125cc | Suzuki  | USA Ret | ALE -   | ESP - | FRA -   | IOM -   | NED -   |         | RDA - | CZE - | ULS - | NAT - | JAP - | 0    | -    |